# Hôpital de Notre-Dame de la Paix de Séville
L'hôpital de Notre Dame de la Paix de Séville (en espagnol : hospital de Nuestra Señora de la Paz) aussi connu comme Asilo de San Juan de Dios, est un ancien hôpital de Séville, en Andalousie. Sa construction a débuté au XVIe siècle, et il est désormais catalogué comme Bien d'Intérêt Culturel. Il est situé dans le centre de la ville, avec des façades place du Salvador et rue Sagasta.

## Histoire
Il y a eu un hôpital sur le site depuis le XIVe siècle, appelé successivement hôpital del Salvador et de la Misericordia. Au début du XVIe siècle, il a été converti et en 1574 a été attribué en faveur de l'Ordre Hospitalier de San Juan de Dios, qui l'a maintenu et conservé jusqu'à nos jours.
En 1835 l'ordre a été expulsé, laissant ainsi l'édifice abandonné, celui-ci se destinant finalement à un usage politique. Les religieux reviennent en 1880, et y restent jusqu'en 1978, date à laquelle le bâtiment est fermé en raison de l'état de ruine qui menaçait certaines parties de l'hôpital et notamment les plafonds. Le bâtiment a été restauré entre 1982 et 1989 par l'architecte Rafael Manzano Martos.
L'ancien hôpital de Notre Dame de la Paix de Séville est catalogué comme Bien d'Intérêt Culturel en tant que Monument, et il ainsi apparaît inscrit sur depuis le 18 janvier 1982.